# 切爾尼利夫卡
49°28′23″N 26°9′18″E / 49.47306°N 26.15500°E
切爾尼利夫卡（羅馬化：Chernylivka）是位於烏克蘭西部特諾皮爾州特諾皮爾區的村莊，始建於1581年，面積1.43平方公里，2001年人口508，人口密度每平方公里354.5人。